# Rodundwerk
Das Wasserkraftwerk Rodund ist ein Kraftwerk der illwerke vkw AG im österreichischen Montafon. Seit 1976 wird es als Rodundwerk I bezeichnet.
Rodundwerk I und Rodundwerk II liegen auf dem Gemeindegebiet von Vandans. Sie nutzen beide den Höhenunterschied zum Staubecken Latschau oberhalb von Tschagguns.

## Rodundwerk I
Die Rodundwerke liegen im Gemeindegebiet Vandans. Das Rodundwerk I nutzt die Gefällstufe Latschau – Rodund von 992 m ü. A. auf 644 m ü. A. Vom Staubecken Latschau führt ein Druckschacht in das Rodundwerk I.
Das Kraftwerk steht seit 1943 mit zwei Maschinen in Betrieb. Die dritte Maschine wurde 1944 an das Netz geschaltet. Die vierte Maschinengruppe und die Speicherpumpe sind seit 1952 in Betrieb.

### Leistung
- Engpassleistung: 198 MW
- Aufgenommene Motorleistung im Pumpbetrieb: 41 MW
- Regelarbeitsvermögen: 332 GWh

### Technische Daten
Freistehendes Krafthaus mit vier horizontalachsigen Maschinengruppen, bestehend aus je einer Francis-Spiralturbine, gekuppelt mit einem Generator, bei einer Maschinengruppe zusätzlich mit einer zweiflutigen, zweistufigen Speicherpumpe.
- Nennleistung je Turbine 50 MW
- Aufnahmeleistung der Speicherpumpe (Maschinengruppe 2) 40 MW
- Durchfluss je Turbine 15 m3/s
- Durchfluss durch die Speicherpumpe (Maschinengruppe 2) 10 m3/s
- Rohfallhöhe 353 m
- Drehzahl 500 min−1
- Nennleistung je Generator 53 MVA